# Drüggelter Kapelle

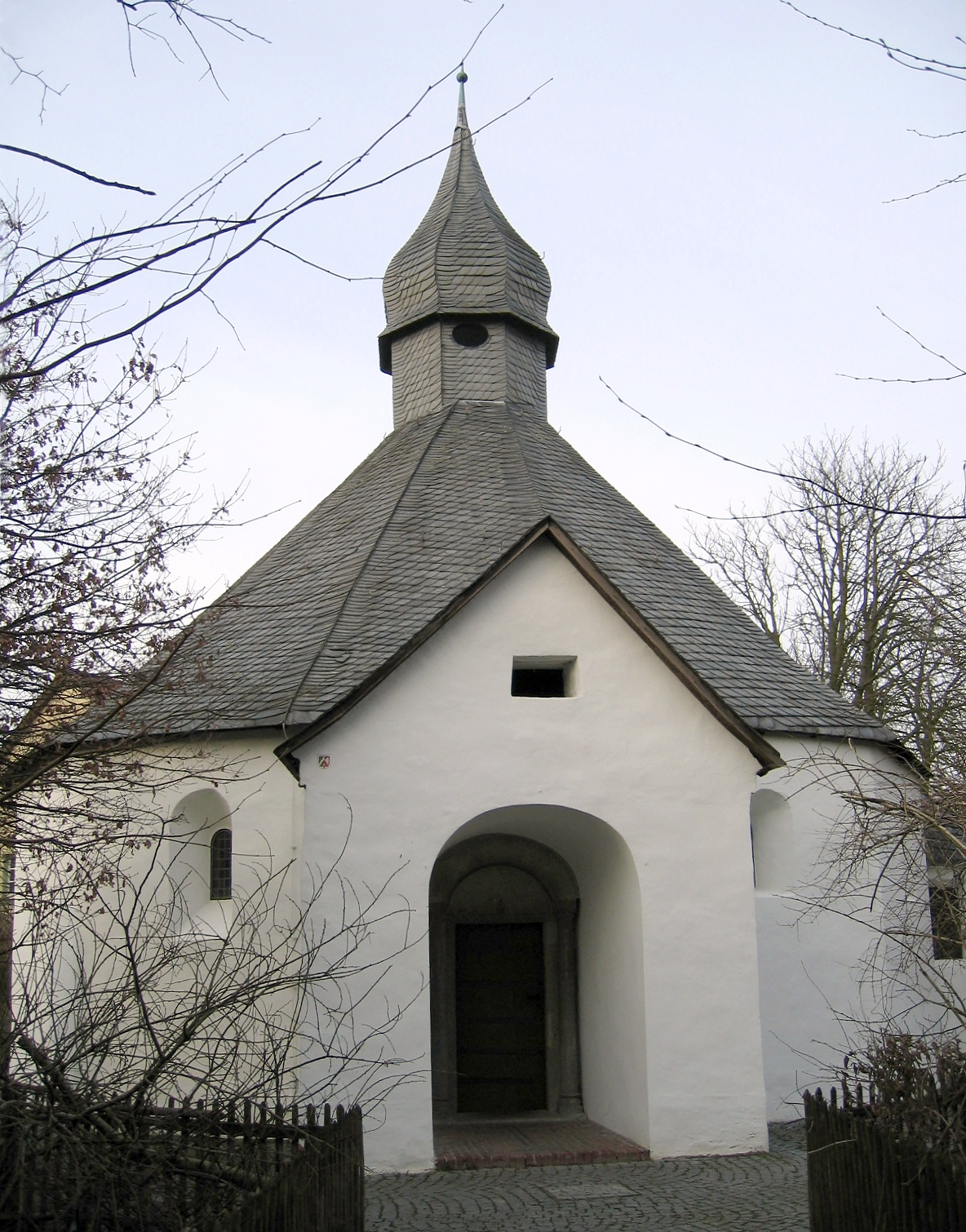
Drüggelter Kapelle, Außenansicht, Eingang mit Vorhalle.

Die Drüggelter Kapelle ist eine Kapelle in der Gemeinde Möhnesee im Sauerland. Sie stammt vermutlich aus dem 12. Jahrhundert. Es handelt sich um einen Zentralbau, ihre Außenmauern formen ein Zwölfeck.
Der Sakralbau befindet sich auf dem Grundstück des Hofes Schulte-Drüggelte, ungefähr 500 m nördlich des Möhnesee-Nordufers, auf etwa 260 m ü. NHN zwischen den Ortschaften Delecke und Körbecke auf einem dem Haupt-Höhenzug der Haar vorgelagerten Höhenrücken.

## Beschreibung der Kapelle

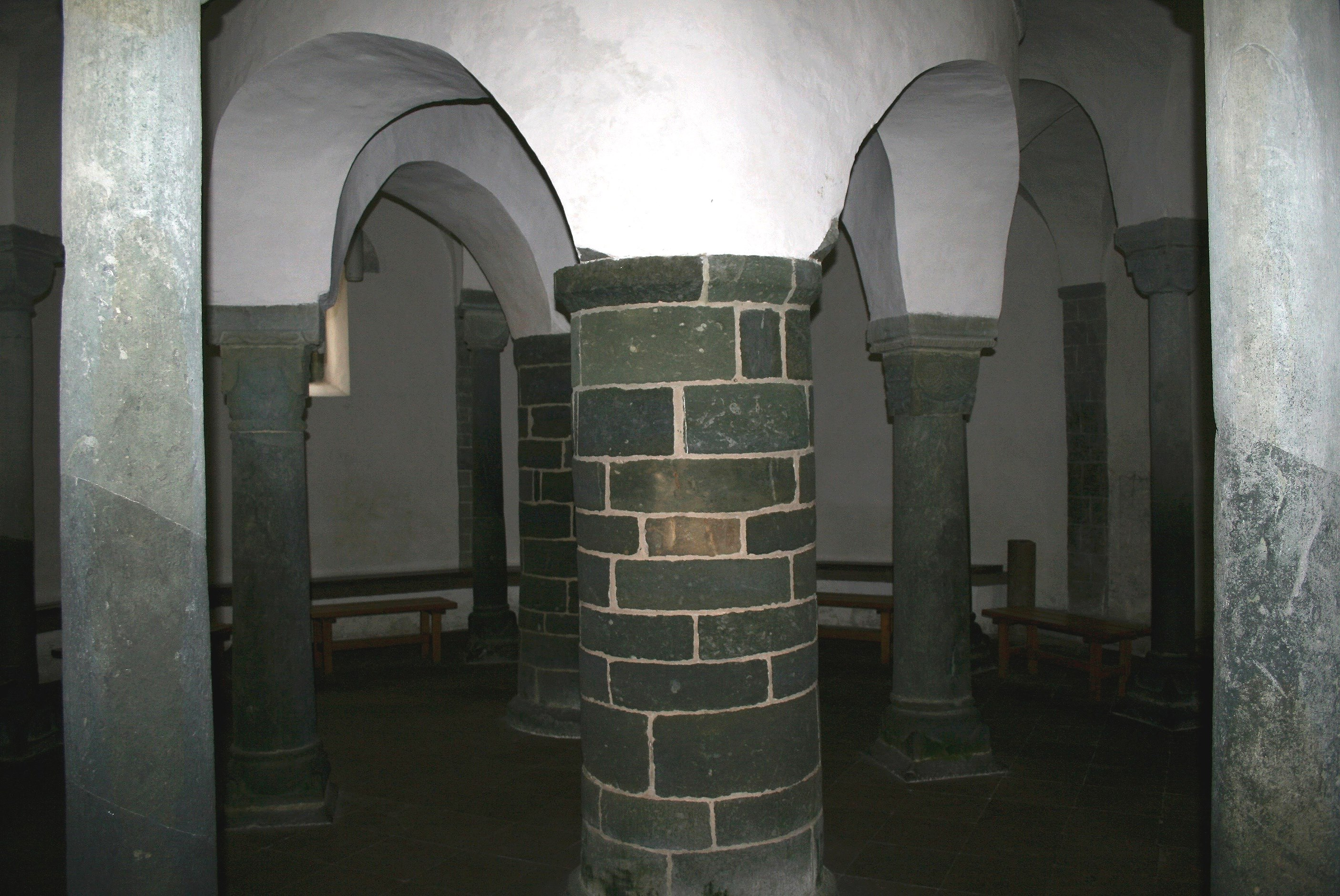
Innerer Säulenkranz

Von außen wirkt die Kapelle recht unauffällig: ein polygonaler Zentralbau mit zwei sichtbaren Anbauten (Vorhalle und Apsis), abgeschlossen von einem schiefergedeckten Dach, bekrönt von einem kleinen Glockentürmchen.
Beim Betreten der Kapelle wird die Besonderheit des Bauwerks sichtbar. Insgesamt 16 in zwei Ringen angeordnete Säulen tragen die Decke des nur etwa 11 m im Durchmesser messenden zwölfeckigen Raumes. Der äußere Säulenkranz besteht aus 12 Säulen. Auf schmalen Pilaster und ebendiesen Säulen ruht ein Kreuzgewölbe. Der innere Kranz besteht aus zwei Säulen und zwei deutlich dickeren, gemauerten Pfeilern. Zwischen dem ersten und dem zweiten Säulenkranz ist ein Tonnengewölbe gespannt, in das die Stichkappen des Kreuzgewölbes einschneiden. Die vier Innensäulen tragen ein kleines Kuppelgewölbe, in dem eine Klappe den Zugang zum Dachboden bildet. Der Außenwand ist eine umlaufende steinerne Sitzbank vorgebaut.
Im Kapellengrundriss fallen zwei Anbauten auf, die die Gleichmäßigkeit der Anlage durchbrechen: die kleine Eingangshalle und der Chorraum. Beide sind auffallend gegen die Symmetrie des Gesamtgebäudes gerichtet. Die Vorhalle ist in sich asymmetrisch, der Chor verfehlt die Ausrichtung auf die Kapellenmitte deutlich. Die an der Außenwand umlaufende Steinbank zeigt im Anschlussbereich an den Chorraum auf ihren beiden Seiten deutlich unterschiedliche Ausführungen.
Bemerkenswert an der ansonsten weitgehend schmucklosen Kapelle sind die Säulen, speziell der Schmuck und die Ausführung der Kapitelle. Bis auf wenige Ausnahmen zeigen die Flächen der romanischen Würfel-Kapitelle reiche Verzierungen.
Bei Renovierungsmaßnahmen in den 1930er Jahren fand man fragmentarische Reste einer ursprünglichen Malerei und unter hölzernen Einbauten kam eine große Einbaum-Truhe aus Eichenholz zum Vorschein. Eine dendrochronologische Untersuchung der Truhe Anfang der 1970er Jahre ergab als Jahr der Anfertigung etwa 1172.

## Historische Berichte aus dem Mittelalter und der frühen Neuzeit
Zum Pfingsttag 1217 fanden sich zahlreiche Personen mit Rang und Namen in Drüggelte („apud Druglete“) ein. Graf Gottfried II. von Arnsberg beabsichtigte, in das Heilige Land zu ziehen, und verkaufte einen seiner Höfe, weil er Geld für die Reise benötigte. Es ist zu vermuten, dass zumindest ein Teil der Versammelten als Ritter am Kreuzzug von Damiette teilnehmen wollten.
1226/27 wurde die Kapelle als Heiliggrab- und zugleich als Sühnekapelle erwähnt. Am Palmsonntag 1227 fand bei der Drüggelter Kapelle eine Schenkung an das Stift Clarholz durch Graf Gottfried II. statt:
„super fluvium Moyne, iuxta Capellam Druchlete.“
Im Jahre 1338 fiel nach dem Aussterben derer von Drüggelte, die Lehensleute der Arnsberger Grafen waren, die Kapelle an das Kloster Paradiese der Dominikanerinnen in Soest. Die Drüggelter Höfe waren dem Kloster bis zu seiner Auflösung zinspflichtig. Bis dahin verlieh das Kloster auch das zur Kapelle gehörende Benedictum.
Der Historiker Hermann Stangefol berichtete 1656 über die Kapelle:
„Dort im sehr alten Tempel, der noch immer steht, gab es einst ein Bildnis der Göttin Trigla, das drei Köpfe hatte, zu dem sich die Heiden in höchsten Nöten, um Beistand flehend, gewöhnlich flüchteten. Es ist glaubhaft, daß von eben jenem Bild dieses Dorf seinen Namen abgeleitet hat. Diese Statue ging 1583 im Truchsessischen Krieg ganz unter.“
In dieser Erwähnung der Drüggelter Kapelle wird der kleinen Kapelle etwas „Heidnisches“ nachgesagt, eine Tendenz, die sich bis heute immer wieder finden lässt. Stangefol scheint hier Nachrichten über den slawischen Kriegsgott Triglaw mit einem dreiköpfigen Kapitell der Kapelle zu vermischen.

## Theorien über den Hintergrund der Entstehung

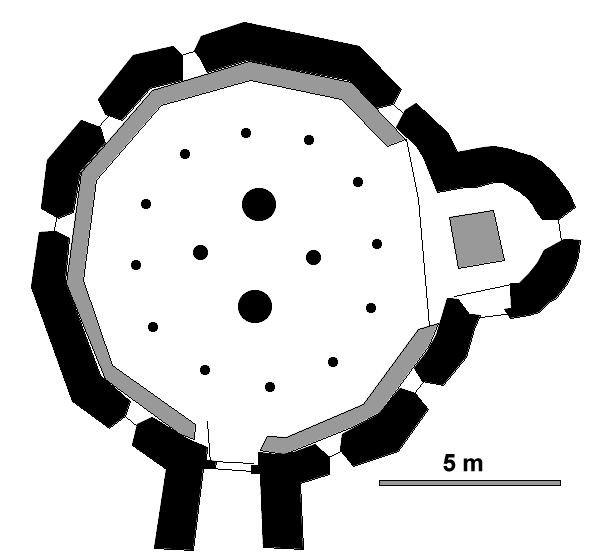
Drüggelter Kapelle, grobe Skizze des Grundrisses

Als Zentralbau fällt die Drüggelter Kapelle aus dem üblichen Langhaus-Schema des Kirchen- und Kapellenbaus in ihrer Umgebung heraus. Es kann daher nicht verwundern, dass die Kapelle schon sehr früh zu Deutungen und Spekulationen Anlass gab. Mittlerweile befassen sich etwa 100 Schriften auch oder ausschließlich mit der Drüggelter Kapelle.

### Interpretation als Taufkapelle
Im Jahr 1823 deutete der Architekturhistoriker Wilhelm Tappe die Kapelle als Taufkapelle (Baptisterium) und nahm an, in der Mitte des Zentralbaus habe einmal ein Taufstein gestanden. In seiner Schrift nannte Tappe weitere Deutungen, für die er aber keine Belege anführte. In der ersten Hälfte des 19. Jahrhunderts galt die Drüggelter Kapelle in der Fachwelt als Taufkapelle.

### Deutung der Kapelle als Nachbildung des „Heiligen Grabes“
1560 trug die Kapelle das Heilig-Kreuz-Patrozinium. Wilhelm Engelbert Giefers versuchte 1853, die Kapelle als Heiliggrabkapelle zu erklären: Im Zeitalter der Kreuzzüge sei die Kapelle entstanden, um auch den nicht ins Heilige Land fahrenden Menschen wenigstens einen Nachbau der heiligsten Stätten der Christenheit bieten zu können. Dieser Deutung schließen sich grundsätzlich viele Gelehrte des 19. und beginnenden 20. Jahrhunderts an.
Unklar blieb vor allem die Frage nach dem Zeitraum der Erbauung. Verhandelt wurden in der seriösen Literatur der damaligen Zeit das 12. und das 13. Jahrhundert.
Jerusalem bildete als der Ort des Sterbens und der Auferstehung Jesu einen Mittelpunkt des Christentums. Besondere Verehrung kam dabei dem Hügel Golgota zu, der seit dem 4. Jahrhundert die Grabeskirche trug. Diese Mitte der christlichen Welt war schon früh das wichtigste Ziel christlicher Wallfahrer.
Um 1033 entsandte Bischof Meinwerk von Paderborn den Abt Wino von Helmarshausen nach Jerusalem, mit dem Auftrag, die Maße, also den Bauplan der Grabeskirche, aufzunehmen. Wahrscheinlich handelte es sich hier um eine Wallfahrt, die Abt Wino stellvertretend für Bischof Meinwerk unternahm. Nach den Angaben Winos wurde in Paderborn auf dem Busdorf die sogenannte Jerusalemkirche errichtet, deren tatsächliche Ähnlichkeit aufgrund des Zentralbaus, hoher Kuppel und Konchen jedoch gering blieb.
Der zweite Nachfolger des Bischofs Meinwerk war Heinrich II. von Werl. Er ließ – ganz offensichtlich nach den Plänen des Abtes Wino – auf der Krukenburg bei Helmarshausen eine weitere Jerusalem-Kirche errichten. Auch an den Externsteinen soll er Nachbauten von Jerusalemer Gegebenheiten veranlasst haben.
Eine weitere Heilig-Grab-Kapelle in Drüggelte, gestiftet von Graf Heinrich I. von Arnsberg (1145–1195) wäre in diesem Zusammenhang denkbar. Heinrich ließ im Zuge von Erbauseinandersetzungen seinen Bruder Friedrich im Verlies der Burg Arnsberg verhungern. Als Sühne für diese Tat stiftete er um 1173 die Prämonstratenserabtei Wedinghausen. Gerade die im 12. Jahrhundert entstandenen Orden der Zisterzienser, Prämonstratenser und die Ritterorden pflegten in besonderem Maße die Kreuzverehrung und auch die Drüggelter Kapelle ist dem Heiligen Kreuz geweiht. Die baugeschichtliche Datierung der Kapelle durch Uwe Lobbedey wie auch die dendrochronologische Einordnung der Einbaumtruhe in der Kapelle auf das Jahr 1172 ± 5 Jahre legen einen Zusammenhang nahe. Eine Jerusalem-Wallfahrt galt im Mittelalter als eine übliche Bußauflage zur Sühne für eine Tötung, daher könnte die Errichtung einer Heilig-Grab-Kapelle in Drüggelte eine Buße darstellen.
Gustaf Dalman widersprach 1922 in seiner großen Zusammenstellung von Heilig-Grab-Bauten der Heiliggrab-These jedoch. Er nimmt stattdessen an, ein anderer Zentralbau des Heiligen Landes, am ehesten der Felsendom, habe hier als Architektur-Vorbild gedient. Der Felsendom war zur mutmaßlichen Bauzeit der Drüggelter Kapelle (um 1172) eine christliche Kirche (Eroberung Jerusalems durch Saladin 1187).
Die Einordnung der Drüggelter Kapelle in große architekturhistorische Zusammenhänge nahm 1989 Matthias Untermann vor. Er untersuchte annähernd alle mittelalterlichen Zentralbauten Europas und führte in einem Register über 600 Bauwerke auf. Auch er schloss sich der Deutung Drüggeltes als Heilig-Grab-Kapelle an. Er folgerte, die Volksmeinungen über die heidnische Vergangenheit der Zentralbauten sei „sicher unabhängig von der antikischen Architekturtheorie der Renaissance entstanden und bewahrt worden“.

### Deutungen der Kapelle als heidnisches Bauwerk
Bis in die neuzeitliche Literatur hinein hält sich die Vermutung, die Kapelle sei ursprünglich ein heidnisches Bauwerk gewesen oder zumindest als christlicher Nachfolgebau an der Stätte eines vorchristlichen Heiligtums errichtet worden (Kultstättenkontinuität). Die immer wieder geäußerte Vermutung einer irgendwie gearteten heidnischen Vergangenheit der Drüggelter Kapelle wurde in der Zeit des Nationalsozialismus besonders betont.
Werner Müller erblickte 1937 in der Kapelle einen germanischen Tempel zur „Sonnenlaufortung“, unter bewusstem Ignorieren der eindeutig romanischen Bausubstanz. Mindestens ein germanisch-kultischer Vorgängerbau der Kapelle wird in der damaligen Zeit angenommen.
Nach dem Krieg schloss sich beispielsweise auch Georg Wagner dieser Meinung an und ordnete die Drüggelter Kapelle den Orten mit „Kreuzverehrung an ehemals heidnischen Kultstätten“ zu. Er erwähnte allerdings auch erstmals die erst 1937 bei Ausgrabungen in Paderborn entdeckte Jerusalemkirche Bischof Meinwerks am Busdorf – einen eindeutig an die Grabeskirche in Jerusalem angelehnten Zentralbau – als Vergleich. Dieser interessante Bau wurde in der Folge nur selten in die Betrachtung der Drüggelter Kapelle einbezogen.
Karl Thiell versuchte 1978, den Namen Drüggelte auf H. Stangefols Göttin Trigla zurückzuführen Drüggelte symbolisierte in seinen Augen, „daß man die kämpferischen Tugenden der Germanen wiederentdeckte und für die Kreuzzüge mobilisierte“.
Die Drüggelter Kapelle fand auch Erwähnung bei Heinz Kaminski. So gibt er in einem Kapellengrundriss einen radiästhetischen Strahlungspunkt an, den Rutengänger und Pendler ermittelt haben wollen.
Dieter Kestermann versuchte 1988, den Weg der Drüggelter Kapelle „vom heidnischen Tempel zur christlichen Kapelle“ nachzuzeichnen. Er übersetzte den Ortsnamen „Drüggelte“ mit „Thingbaum der Gemeinschaft“, deutete den späteren Anbau als Apsis und sah eine Verbindung zu skandinavischen Rundbauten. Den Bau datierte er vor der Christianisierung des Gebietes, also in die Mitte des 8. Jahrhunderts, und schloss auf einen Kult der Sommer- und Wintersonnenwende in Drüggelte.

### Drüggelte als Versammlungsstätte der Katharer
Gisela Jacobi-Büsing deutete 1964 die Kapelle als Versammlungsstätte der Sekte der Katharer. Der Kapellengrundriss, vor allem aber die Kapitellplastiken, seien von den Erbauern so gestaltet worden, um „mit ihren einfachen Mitteln und Möglichkeiten von dem Wege des Heils, von der lichtvollen und von der finsteren Welt zu erzählen“. Sie vermutete die Erbauung im 13. Jahrhundert und stellte sich Gottfried II. von Arnsberg als möglichen Gönner der Katharer vor. Sie nahm an, dass sich die Erbauung der Kapelle „mitten in einem Walde, sehr still gelegen, fernab von Soest und Arnsberg (…) völlig unbemerkt von der Öffentlichkeit“ vollzogen habe – obwohl die Kapelle direkt am Verbindungsweg zwischen Soest und Arnsberg, den damals wichtigsten Zentren der Region, lag.
Paul Derks veröffentlichte 1989 seine Auseinandersetzung mit der bestehenden Literatur und widersprach energisch den Meinungen Jacobi-Büsings, Thiells, Kestermanns und Kaminskis, ohne eigene Deutungen dagegen zu setzen.

## Die Kapelle in der Belletristik
Der Schriftsteller Friedel Thiekötter macht die Kapelle in seinem Roman Cembalist am Glockenseil aus dem Jahr 1994 zum Schauplatz eines Verbrechens.
Frank Mattern siedelte wesentliche Teile einer Nibelungen-Persiflage rund um den Bau der Drüggelter Kapelle an.

## Heutige Nutzung
In der Kapelle finden noch immer Gottesdienste statt. Die Kapelle wird daneben während des Musikfestivals Drüggelter Kunst-Stückchen an Pfingsten als Aufführungsort genutzt. Im Sommer und Herbst finden dort Kammerkonzerte, veranstaltet vom Heimatverein Möhnesee, statt. Führungen sind nach Anmeldung möglich. Die Kapelle steht unter Denkmalschutz und war im Mai 2000 Denkmal des Monats des Landschaftsverbands Westfalen-Lippe. Sie ist in der Regel täglich von 10.00 bis 17.00 Uhr geöffnet.